# Punktprobe
Bei der Punktprobe wird rechnerisch entschieden, ob ein Punkt in einer gegebenen Punktmenge liegt, also ob Inzidenz vorliegt. Dabei sind verschiedene Punktmengen möglich:
Liegt ein Punkt
- auf einem Funktionsgraphen in einem x-y-Koordinatensystem?
- auf einer Geraden in einem zwei- oder dreidimensionalen Koordinatensystem?
- in einer Ebene in einem dreidimensionalen Koordinatensystem?

## Verfahren
Das Verfahren der Punktprobe hängt davon ab, in welcher Form die gegebene Punktmenge (Funktionsgraph, Gerade, Ebene) vorliegt.
Im einfachsten Fall liegt sie in Koordinatenform vor, das heißt in einer Gleichung mit den Koordinaten {\displaystyle x,y} (bei eindimensionalen Punktmengen wie Geraden) oder {\displaystyle x,y,z} (bei zweidimensionalen Punktmengen wie Ebenen) als Variablen. Dann müssen die Koordinaten des betrachteten Punktes nur in die Koordinatengleichung eingesetzt werden. Erfüllt der Punkt die Gleichung, d. h. entsteht eine wahre Aussage, so liegt der Punkt in der Punktmenge. Entsteht eine falsche Aussage, so liegt der Punkt nicht in der Punktmenge.
Liegt die Punktmenge in Parameterform vor, wird also beschrieben durch einen Parameter (bei eindimensionalen Punktmengen) oder zwei Parameter (bei zweidimensionalen Punktmengen), so ist das Verfahren etwas aufwändiger. Zunächst werden die Parametergleichung und der Punkt gleichgesetzt, wobei der Punkt mit seinen Koordinaten identifiziert und als Vektor geschrieben wird. Dadurch entsteht in der Regel ein überbestimmtes Gleichungssystem mit den Parametern als Variablen. Hat das System nun eine Lösung, so liegt der Punkt in der Punktmenge, ansonsten nicht.

## Beispiele

### Funktionsgraph in einem x-y-Koordinatensystem
Liegt der Punkt {\displaystyle P(4|3)} auf dem Graphen der Funktion {\displaystyle f(x)=x^{2}-3x-1} ?
Man setzt {\displaystyle x=4} und {\displaystyle y=3} in die Funktionsgleichung {\displaystyle y=x^{2}-3x-1} ein und erhält {\displaystyle 3=4^{2}-3\cdot 4-1}. Das ist eine wahre Aussage, also liegt {\displaystyle P} auf dem Graphen von {\displaystyle f}.

### Geradengleichung in Koordinatenform
Liegt der Punkt {\displaystyle P(4|7)} auf der Geraden {\displaystyle g} mit der Gleichung {\displaystyle y=2x-5} ?
In der Gleichung {\displaystyle y=2x-5} setzt man für {\displaystyle x} die {\displaystyle x}-Koordinate von {\displaystyle P} und für {\displaystyle y} die {\displaystyle y}-Koordinate von {\displaystyle P} ein und erhält die Gleichung: {\displaystyle 7=2\cdot 4-5}. Das ist keine wahre Aussage, somit liegt der Punkt {\displaystyle P} nicht auf der Geraden {\displaystyle g}.
Aus dieser Punktprobe lässt sich noch mehr schließen: Aus {\displaystyle 7>3} folgt, dass der Punkt {\displaystyle P} oberhalb der Geraden {\displaystyle g} liegt.

### Geradengleichung in Parameterform
Liegt der Punkt {\displaystyle P(8|3)} auf der Geraden {\displaystyle h} mit der Parametergleichung {\displaystyle {\vec {x}}={\begin{pmatrix}2\\0\end{pmatrix}}+\lambda \cdot {\begin{pmatrix}3\\-1\end{pmatrix}},\lambda \in \mathbb {R} } ?
Für den Vektor {\displaystyle {\vec {x}}} setzt man in der Parametergleichung den Ortsvektor des Punktes {\displaystyle Q} ein:
{\displaystyle {\begin{pmatrix}8\\3\end{pmatrix}}={\begin{pmatrix}2\\0\end{pmatrix}}+\lambda \cdot {\begin{pmatrix}3\\-1\end{pmatrix}}}
Das liefert ein lineares Gleichungssystem mit zwei Gleichungen und der Unbekannten {\displaystyle \lambda }. Jede Zeile lässt sich nach {\displaystyle \lambda } auflösen: Für die erste Koordinate (1. Zeile) erhält man die Gleichung {\displaystyle 8=2+3\cdot \lambda }, also muss {\displaystyle \lambda =2} sein. Da für die 2. Koordinate aus der Gleichung {\displaystyle 3=0-\lambda } aber {\displaystyle \lambda =-3} folgt, gibt es einen Widerspruch. Da es also keine reelle Zahl {\displaystyle \lambda } gibt, die die beiden Koordinatengleichungen (Zeilengleichungen) zugleich in zwei wahre Aussagen überführt, liegt der Punkt {\displaystyle P} nicht auf der Geraden {\displaystyle h}.

### Ebenengleichung in Koordinatenform
Liegt der Punkt {\displaystyle P(2|1|11)} in der Ebene mit der Gleichung {\displaystyle 3x_{1}+7x_{2}-x_{3}=2} ?
Für {\displaystyle x_{1}}, {\displaystyle x_{2}} und {\displaystyle x_{3}} setzt man die entsprechenden Koordinaten des Punktes {\displaystyle P} ein. {\displaystyle {\ 3\cdot 2+7\cdot 1-11=2}}. Dies ist eine wahre Aussage, somit liegt der Punkt {\displaystyle P} in der Ebene {\displaystyle E}.

### Ebenengleichung in Parameterform
Liegt der Punkt {\displaystyle P(5|5|-1)} in der Ebene {\displaystyle E} mit der Gleichung {\displaystyle {\vec {x}}={\begin{pmatrix}0\\2\\-2\end{pmatrix}}+s{\begin{pmatrix}1\\1\\1\end{pmatrix}}+t{\begin{pmatrix}-1\\0\\1\end{pmatrix}}} ?
Für den Vektor {\displaystyle {\vec {x}}} setzt man in der Parametergleichung den Ortsvektor des Punktes {\displaystyle P} ein:
{\displaystyle {\begin{pmatrix}5\\5\\-1\end{pmatrix}}={\begin{pmatrix}0\\2\\-2\end{pmatrix}}+s{\begin{pmatrix}1\\1\\1\end{pmatrix}}+t{\begin{pmatrix}-1\\0\\1\end{pmatrix}}}.
Durch einen Koordinatenvergleich erhält man das zugehörige Gleichungssystem {\displaystyle {\text{(I)}}\;5=s-t,\quad {\text{(II)}}\;3=s,\quad {\text{(III)}}\;1=s+t.} Dieses System hat die Lösung {\displaystyle s=3} und {\displaystyle t=-2}. Also liegt der Punkt {\displaystyle P} in der Ebene {\displaystyle E}. 

## Weitere Anwendungen

### Bestimmung einer Geradengleichung in Punktsteigungsform
Die Punktprobe kann auch dazu verwendet werden, eine Geradengleichung zu bestimmen, wenn ein Punkt {\displaystyle P(x_{1}|y_{1})} der Gerade {\displaystyle g} und deren Steigung {\displaystyle m} bekannt sind. Ansatz für die Geradengleichung: {\displaystyle y=m\cdot x+c} mit {\displaystyle m,c\in \mathbb {R} }.
Der y-Achsenabschnitt {\displaystyle c} wird nun bestimmt, indem man die „Punktprobe“ für den Punkt {\displaystyle P} durchführt und die Geradengleichung nach {\displaystyle c} auflöst. Man erhält: {\displaystyle c=y_{1}-m\cdot x_{1}}. Die Gleichung für die Gerade {\displaystyle g} lautet dann:
{\displaystyle y=m\cdot x+y_{1}-m\cdot x_{1}\Leftrightarrow y=m\cdot (x-x_{1})+y_{1}}.
Dies ist die Punktsteigungsform.

### Bestimmung der Parameter einer quadratischen Funktion
Die Punktprobe kann, so drei Punkte {\displaystyle P_{1},P_{2},P_{3}} des {\displaystyle \mathbb {R} ^{2}} gegeben sind, zur Bestimmung einer quadratischen Gleichung bzw. eines Funktionsterms {\displaystyle f} verwendet werden, der als Schaubild eine Parabel besitzt. Die allgemeine Form einer quadratischen Funktion lautet
{\displaystyle f(x)=ax^{2}+bx+c\quad }mit {\displaystyle a,b,c\in \mathbb {R} }
Nun führt man die Punktprobe für jeden der Punkte {\displaystyle P_{1},P_{2},P_{3}} durch und erhält ein lineares Gleichungssystem mit drei Gleichungen und den Variablen {\displaystyle a,b} und {\displaystyle c}. Nach Auflösung dieses Gleichungssystem nach den drei Variablen kann man den Funktionsterm der Funktion {\displaystyle f} aufstellen, der nach jeweils einer Punktprobe für die Koordinaten von {\displaystyle P_{1},P_{2},P_{3}} in wahre Aussagen übergeht.

### Auswerten von Messreihen
Gegeben seien {\displaystyle n} Messwerte. Gesucht ist ein Modell, in dem der funktionale Zusammenhang der Messwerte am besten dargestellt wird. {\displaystyle k} ({\displaystyle k\leq n}) Messwerte werden benötigt, um über ein Gleichungssystem mit {\displaystyle k} Gleichungen die Modellparameter zu berechnen. Mit den restlichen {\displaystyle n-k} quasi überzähligen Messwerten kann man dann durch entsprechend viele Punktproben und deren Auswertung die Güte der Approximation der Daten in diesem Modell untersuchen.